# Centaurea subsericans
Centaurea subsericans — вид квіткових рослин родини айстрових (Asteraceae). Ендемік Греції.

## Середовище
Населяє кам'янисті місцевості.

## Морфологічна характеристика
Це багаторічник 10–30 см заввишки. Листки притиснуто біло-запушені, нижні листки перисто-розсічені, сегменти 1–2 мм завширшки. Квіткова голова поодинока. Обгортка 12–14 мм, придатки чорні. Квіточки рожеві. Період цвітіння: літо.